# Kylie Welker
Kylie Renee Welker (17 de diciembre de 2003) es una deportista estadounidense que compite en lucha libre. Ganó una medalla de bronce en el Campeonato Mundial de Lucha de 2024, en la categoría de 72 kg.

## Palmarés internacional
| Campeonato Mundial | Campeonato Mundial | Campeonato Mundial | Campeonato Mundial |
| Año                | Lugar              | Medalla            | Categoría          |
| ------------------ | ------------------ | ------------------ | ------------------ |
| 2024               | Tirana (Albania)   | Medalla de bronce  | 72 kg              |